# Кредитний брокер
Кредитний брокер — посередник між банками та позичальниками, що потребують залучення фінансових ресурсів. Кредитний брокер знаходить оптимальний, пов'язаний з найменшими витратами спосіб фінансування, а також бере на себе ведення переговорів з кредиторами.
Кредитний брокер взаємодіє з багатьма фінансовими структурами: банками, страховими, оціночними компаніями, агенціями нерухомості, автосалонами та ін. Кредитний брокер отримує прибуток як зі сторони фінансових структур та компаній, так і зі сторони позичальників.

## Функції
Перелік послуг кредитного брокера:
- аналіз документів;
- оцінка платоспроможності позичальника, аналіз його фінансового стану;
- підбір оптимальної кредитної програми;
- детальний розрахунок всіх витрат за кредитом;
- порівняльний аналіз схем погашення кредиту;
- роз'яснення щодо прихованих процентів і комісій в банках;
- рекомендації щодо підвищення статусу позичальника;
- роз'яснення особливостей оформлення заяви в банк;
- формування повного пакету документів для розгляду в банку;
- попереднє узгодження можливості кредитування клієнта;
- подача заяви в банк;
- просування заяви по всім етапам в банку;
- зменшення строку розгляду заяви;
- зниження ризику відмови на отримання кредиту.

## Історія
У розвинутих країнах кредитні брокери є повноцінними складовими фінансового ринку. Традиційно, банки та інші кредитні установи реалізують свої продукти самостійно. Однак, по мірі розвитку фінансового ринку та продуктів, які він пропонує, роль кредитного брокера стає все важливішою. На сьогодні в найрозвинутіших фінансових ринках (США, Великої Британії, Австралії, Новій Зеландії, Іспанії та Канаді) кредитні брокери є невід'ємною ланкою у фінансовому ланцюгу пошуку клієнтів.
В Україні даний вид діяльності лише починає формуватися. Роком заснування кредитного брокеріджу можна вважати 2006. Саме в цей рік розпочали своє існування компанії — кредитні консультанти.

## Схема роботи
1. Клієнт звертається в компанію (кредитного брокера), з метою отримати кредит.
2. Менеджер запрошує клієнта на зустріч для обговорення предмету кредитування та підписання договору про співробітництво. В договорі обов'язково вказується розмір винагороди в межах від 1% до 5%, в залежності від складності та виду кредитної операції.
3. Кредитний брокер надає кваліфіковану консультацію по всім фінансовим питанням. Аналізуючи документи позичальника та його фінансовий стан, кредитний брокер підбирає найкращу для даного клієнта кредитну програму, допомагає правильно заповнити анкети, заяви й інші документи.
4. Зібрав необхідний пакет документів, кредитний брокер подає його в банк зі згоди позичальника. Банк, в свою чергу, розглядає та оброблює пакет документів для прийняття попереднього рішення про надання кредиту.
5. У разі позитивного рішення банку, клієнт підписує кредитний договір та супроводжуючі договори. З моменту підписання кредитного договору, клієнт вступає з банком у кредитні відносини, набуває статус позичальника.
6. Після підписання кредитного договору позичальник отримує суму кредиту в касі банку або на пластикову картку. Згідно з умовами кредитного договору, позичальник зобов'язаний виплачувати кредит та нараховані відсотки протягом визначеного терміну.

## Переваги
- можливість отримати кваліфіковану фінансову консультацію;
- економія коштів за рахунок правильно вибраної кредитної програми;
- економія часу за рахунок ведення справи кредитним брокером;
- правильна подача документів та заповнення необхідних анкет, що підвищує імовірність отримання позитивного рішення щодо надання кредиту;
- індивідуальний та незалежний підхід до вирішення фінансових питань;
- захист інтересів клієнта, а не конкретної фінансової установи.

## Недобросовісне брокерство
Існує достатньо велика категорія осіб, бажаючих отримати в банку кредит, не маючи при цьому належної платоспроможності. Кредитна фальсифікація відбувається тоді, коли один чи більше фізичних осіб обманюють фінансову установу, навмисно надаючи помилкову інформацію[джерело?]. Деякі кредитні брокери, банкіри та ріелтори та ін. можуть бути втягнуті у нелегальне кредитування.
Нижче перераховані найчастіші ситуації обману брокера:
- підробка довідки про доходи, свідоцтва про право власності та інших документів;
- неповне роз'яснення позичальнику умов кредитування та політики банку;
- переконання позичальника рефінансувати кредит без необхідної потреби ;
- приховування винагороди або інших виплат, перед підписанням угоди з позичальником;
- використання у своїх цілях відсутність досвіду позичальника у питанні кредитування.